# José María Gómez de Fonseca
José María Gómez de Fonseca fue un médico, músico, acuarelista y poeta argentino del siglo XIX.

## Biografía
José María Gómez de Fonseca nació en la ciudad de Goya, provincia de Corrientes, el 17 de abril de 1799, hijo del argentino José Gómez de Fonseca y de la oriental Francisca Maroñas.
Siendo pequeño su familia se afincó en Maldonado, Banda Oriental, donde abrieron un comercio. En la primera acción de la segunda invasión inglesa al Río de la Plata el 29 de octubre de 1806 las tropas británicas capturaron Maldonado. Durante los saqueos que siguieron a la conquista los padres de José María Gómez de Fonseca fueron asesinados.
Tras la derrota británica en Buenos Aires, su tío el sacerdote Dámaso Gómez Fonseca (1763-1829), lo envió a la ciudad de Buenos Aires para que efectuara sus estudios en la capital virreinal, donde viviría al cuidado de una de sus tías.
Tras efectuar sus estudios preparatorios en 1812 ingresó al seminario conciliar pero solo un año después pasó al Real Colegio de San Carlos, donde concluyó sus estudios en 1815.
Ingresó entonces al nuevo Instituto Médico Militar, donde se formó con los doctores Cristóbal Martín de Montúfar y su director, Cosme Mariano Argerich.
Le tocó al igual que a sus compañeros servir como practicante en la campaña de vacunación contra la viruela de la provincia de Buenos Aires.
Aún antes de obtener el título, Bernardino Rivadavia lo nombró el 4 de enero de 1823 primer "director anatómico". 
En 1825 obtuvo el doctorado. El exponer su tesis públicamente en la Iglesia de San Ignacio le valió ser eximido por el gobierno del pago de tasas por su diploma.
Apenas recibido, el gobernador bonaerense Juan Gregorio de Las Heras le concedió una beca para completar sus estudios en Francia, por lo que el 4 de noviembre de 1825 embarcó rumbo a su destino, arribando a París a comienzos de 1826.
Allí siguió cursos con los prestigiosos cirujanos Philippe-Frédéric Blandin (1798-1849), Anthelme Richerand (1779-1840), Jean Zuléma Amussat (1796-1856) y Jean-Nicolas Marjolin (1780-1850) y asistió diariamente al servicio de quizá el más prominente de todos, Guillaume Dupuytren, presenciando varias de sus intervenciones quirúrgicas.
En la capital francesa tuvo ocasión de entablar amistad con Esteban Echeverría, quien le dedicaría varias de sus poesías.
Finalizados sus estudios, a fines de 1829 zarpó de El Havre en el navío francés Courrier des Indes y arribó al puerto de Buenos Aires a comienzos del primer gobierno de Juan Manuel de Rosas. Conducía, aparte de la experiencia profesional adquirida, obras de Victor Hugo, Alfred de Vigny y Alphonse de Lamartine, que serían los primeros ejemplares de la literatura del Romanticismo en Francia que se conocerían en el país.
En 1834 el gobierno de Juan José Viamonte lo designó vocal del Tribunal Superior de Medicina pero al reasumir Rosas el gobierno fue dejado cesante el 20 de abril de 1835.
Pese a esto, en agosto de 1836 Rosas lo designó médico del Hospital General de Hombres y en septiembre se hizo cargo de la cátedra de Nosografía y Clínica Quirúrgica de la Facultad de Medicina.
En 1838 se asoció con Esteban Echeverría en una empresa ganadera quedando al frente de la misma tras el exilio de su amigo en 1839.
En 1841 enfermó de tuberculosis.
José María Gómez de Fonseca falleció el 21 de noviembre de 1843 y fue sepultado en el Cementerio de la Recoleta. 
Una calle de su ciudad natal lleva su nombre.
Estaba casado con Magdalena Hurtado.
Su hermano menor Tiburcio Gómez de Fonseca, también médico, fue diputado provincial y constituyente en la provincia de Corrientes y ministro de gobierno en la administración de gobernador José Manuel Pampín.